# Sakit Alíyev
Sakit Alíyev (en azerí: Sakit Əliyev, en ruso: Сакит Алиев; Tovuz, Azerbaiyán, entonces URSS, 22 de diciembre de 1965-ibídem, 12 de octubre de 2015) fue un entrenador y jugador de fútbol azerí que jugaba en la demarcación de defensa.

## Biografía
Debutó como futbolista en 1992 con el PFC Turan Tovuz. Jugó en el club durante cinco años, ganando la Liga Premier de Azerbaiyán dos años después de su debut y jugando la ronda previa de la Copa de la UEFA 1994-95, perdiendo 7-0 contra el Fenerbahçe SK. Tras un breve paso por el Käpäz Ganja PFK en la temporada 1997/1998 —ganando la Liga Premier de Azerbaiyán y la Copa de Azerbaiyán—, volvió al club que le vio debutar, donde jugó hasta 2004, año en el que se retiró como futbolista. Después de colgar las botas ejerció el cargo de entrenador en el PFC Turan Tovuz en dos ocasiones, en 2007 y en 2010, dejando al equipo décimo y noveno en liga respectivamente.
Falleció el 12 de octubre de 2015 en su casa de Tovuz tras una larga enfermedad a los 49 años de edad.

## Selección nacional
Jugó un partido con la selección de fútbol de Azerbaiyán, celebrado el 29 de marzo de 1995 para la clasificación para la Eurocopa 1996 contra Eslovaquia, partido que acabó con un resultado de 4-1 en contra del conjunto azerí.

## Clubes

### Como futbolista
| Club            | País       | Año         | Partidos | Goles |
| --------------- | ---------- | ----------- | -------- | ----- |
| PFC Turan Tovuz | Azerbaiyán | 1992 - 1997 | 150      | 30    |
| Käpäz Ganja PFK | Azerbaiyán | 1997 - 1998 | 11       | 0     |
| PFC Turan Tovuz | Azerbaiyán | 1998 - 2004 | 99       | 8     |

### Como entrenador
| Club            | País       | Año         |
| --------------- | ---------- | ----------- |
| PFC Turan Tovuz | Azerbaiyán | 2006 - 2007 |
| PFC Turan Tovuz | Azerbaiyán | 2010        |

## Palmarés

### Campeonatos nacionales
| Título                     | Club            | País       | Año  |
| -------------------------- | --------------- | ---------- | ---- |
| Liga Premier de Azerbaiyán | PFC Turan Tovuz | Azerbaiyán | 1994 |
| Liga Premier de Azerbaiyán | Käpäz Ganja PFK | Azerbaiyán | 1998 |
| Copa de Azerbaiyán         | Käpäz Ganja PFK | Azerbaiyán | 1998 |